# Развёртка (инструмент)
Развёртка — режущий инструмент, который нужен для окончательной обработки отверстий после сверления, зенкерования или растачивания. Развёртыванием достигается точность до 6-9 квалитета и шероховатость поверхности до Ra = 0,32…1,25 мкм.
Высокое качество обработки обеспечивается тем, что развертка имеет большое число режущих кромок (4-14) и снимает малый припуск. Развёртка выполняет работу при своём вращении и одновременном поступательном движении вдоль оси отверстия. Развертка позволяет снять тонкий слой материала (десятые-сотые доли миллиметра) с высокой точностью. Помимо цилиндрических отверстий развертывают конические отверстия (например, под инструментальные конусы) специальными коническими развертками.
Не следует путать развертку с зенкером. Последний является получистовым инструментом для получения отверстий невысокой точности, имеет меньшее число режущих кромок, другую заточку.

## Классификация
Развертки классифицируются:

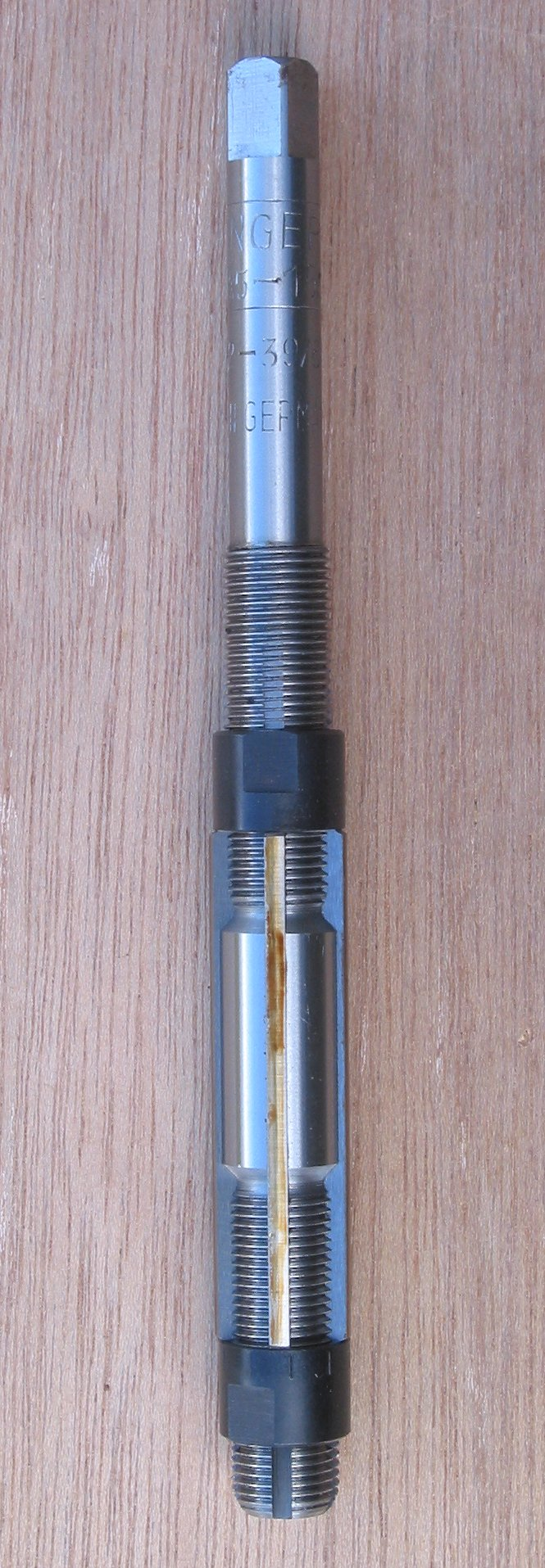
Регулируемая развертка

- По типу обрабатываемого отверстия:
  - Цилиндрические.
  - Конические (под различные инструментальные, котельные (заклепочные) и другие конуса).
  - Ступенчатые.
- По точности:
  - С указанием квалитета для цилиндрических.
  - С указанием качества (черновые, промежуточные, чистовые) для конических.
  - N1..N6 — цилиндрические развертки с калиброванным припуском для последующей шлифовки инструмента слесарем в требуемый размер.
  - Регулируемые (раздвижные, разжимные, шкворневые).
- По способу зажима инструмента:
  - Ручные с квадратным хвостовиком под вороток.
  - Машинные с цилиндрическим хвостовиком.
  - Машинные с коническим хвостовиком.
  - Машинные насадные (для установки на соответствующую оправку, обычно для инструмента больших размеров).
- Другие свойства:
  - Прямые или спиральные стружкоотводные канавки.
  - Количество режущих кромок Z.
  - Материал инструмента.

## Стандарты
Существует огромное количество ГОСТов и других нормативных документов, касающихся разверток. Здесь приведена краткая выборка таких стандартов.
- ГОСТ 29240-91 «Развертки. Термины, определения и типы.». Указан также перевод терминов на английский, немецкий и французский языки.
- ГОСТ 11173-76 «Развертки с припуском под доводку. Допуски.».
- ГОСТ 7722-77 «Развертки ручные цилиндрические. Конструкция и размеры.». Чертежи ручных разверток.
- ГОСТ 1672-80 «Развертки машинные цельные. Типы, параметры и размеры.». Чертежи машинных разверток с хвостовиком.
- Машинные цилиндрические с хвостовиком и насадные со вставными зубьями (ГОСТ 883-51)
- Ручные разжимные. Конструкция и размеры (ГОСТ 3509-71).
- Конические (конус 1:50) под конические штифты (ГОСТ 6312-52)
- Ручные конические (конус 1:30) с цилиндрическим хвостовиком под насадные развертки и зенкеры. Основные размеры. (ГОСТ 11184-84).
- Конические под конус Морзе (ОСТ НКТМ 2513-39)
- Конические (конус 1:20) под метрический конус (ОСТ НКТМ 2514-39)
- Конические (конус 1:16) под коническую трубную резьбу (ГОСТ 6226-52)
- Конические (конус 1:10) котельные машинные (ГОСТ 18121-72)

## Конструкция развёртки. Особенности
Основными конструктивными элементами развёртки являются режущая и калибрующая части, число зубьев, направление зубьев, углы резания, шаг зубьев, профиль канавки, зажимная часть.

Режущая часть.
- Угол конуса φ определяет форму стружки и соотношение составляющих усилий резания. Угол φ у ручных развёрток — 1°…2°, что улучшает направление развёртки при входе и уменьшает осевую силу; у машинных при обработке стали φ = 12°…15°; при обработке хрупких материалов (чугуна) φ = 3°… 5°.

- Стандартные развёртки делают с неравномерным окружным шагом с целью предупреждения появления в развёртываемом отверстии продольных рисок. Из-за неоднородности обрабатываемого материала на зубьях развёртки происходит периодическое изменение нагрузки, что ведёт к отжиму развёртки и появлению на обработанной поверхности следов в виде продольных рисок.

Калибрующая часть (только у цилиндрических разверток) состоит из двух участков: цилиндрического и участка с обратной конусностью. Длина цилиндрического участка около 75 % от длины калибрующей части. Цилиндрический участок калибрует отверстие, а участок с обратной конусностью служит для направления развертки в работе. Обратная конусность уменьшает трение об обработанную поверхность и снижает разбивку. Так как при ручном развертывании разбивка меньше, то и угол обратной конусности у ручной развёртки меньше, чем у машинной. При этом цилиндрический участок у ручных развёрток может отсутствовать.
Цилиндрическая ленточка на калибрующей части калибрует и выглаживает отверстие. Уменьшение её ширины снижает стойкость развертки, однако повышает точность обработки и снижает шероховатость, так как уменьшает трение. Рекомендуемая ширина ленточки f = 0,08…0,5 мм в зависимости от диаметра развёртки.
Число зубьев z ограничивается их жёсткостью. С увеличением z улучшается направление развертки (больше направляющих ленточек), повышаются точность и чистота отверстия, но снижается жесткость зуба и ухудшается отвод стружки. Z принимается чётное — для облегчения контроля диаметра развёртки.
Канавки чаще выполняют прямыми, что упрощает изготовление и контроль. Для обработки прерывистых поверхностей целесообразно применять развёртки с винтовым зубом. Направление канавок делается противоположным направлению вращения для избежания самозатягивания и заедания развёртки.
Задний угол выполняют небольшой (5°…8°) для повышения стойкости развёртки. Режущую часть затачивают до остра, а на калибрующей делают цилиндрическую ленточку для повышения размерной стойкости и улучшения направления в работе.
Передний угол принимают равным нулю.